# Malmö Fotbollförening 1937-1938
Questa voce raccoglie le informazioni riguardanti il Malmö Fotbollförening nelle competizioni ufficiali della stagione 1937-1938.

## Stagione
La stagione 1937-1938, il cui inizio fu animato dall'ascesa di Eric Persson alla presidenza della società, vide il Malmö concludere il campionato al nono posto, con quattro punti di vantaggio sulla zona retrocessione.

## Rosa
| N. |                   | Ruolo | Calciatore      |
| -- | ----------------- | ----- | --------------- |
| -  | Svezia (bandiera) | P     | Helge Bengtsson |
| -  | Svezia (bandiera) | D     | Ove Karlsson    |
| -  | Svezia (bandiera) | D     | Erik Nilsson    |
| -  | Svezia (bandiera) | C     | Sven Nilsson    |
| -  | Svezia (bandiera) | C     | Georg Österlin  |
| -  | Svezia (bandiera) | C     | Göte Rosengren  |

| N. |                   | Ruolo | Calciatore      |
| -- | ----------------- | ----- | --------------- |
| -  | Svezia (bandiera) | A     | Göte Dahl       |
| -  | Svezia (bandiera) | A     | Stig Brobeck    |
| -  | Svezia (bandiera) | A     | Andreas Nilsson |
| -  | Svezia (bandiera) | A     | Sune Andersson  |
| -  | Svezia (bandiera) | A     | Hans Håkansson  |

## Statistiche

### Statistiche di squadra
| Competizione | Punti | Totale | Totale | Totale | Totale | Totale | Totale | DR  |
| Competizione | Punti | G      | V      | N      | P      | Gf     | Gs     | DR  |
| ------------ | ----- | ------ | ------ | ------ | ------ | ------ | ------ | --- |
| Allsvenskan  | 20    | 22     | 6      | 8      | 8      | 20     | 30     | -10 |